# Tegalrejo (Ceper)
Tegalrejo is een bestuurslaag in het regentschap Klaten van de provincie Midden-Java, Indonesië. Tegalrejo telt 3353 inwoners (volkstelling 2010).